# Warner Bros.
Warner Bros. Entertainment, Inc. (WBEI), cunoscut obișnuit ca Warner Bros. (WB), este un studio american de film și televiziune cu sediul aflat la complexul Warner Bros. Studios în Burbank, California și o companie subsidiară a Warner Bros. Discovery. Fondat în 1923 de patru frați, Harry, Albert, Sam și Jack Warner, compania s-a distins ca un lider în industria americană de film înainte să se extindă la animație, televiziune și jocuri video, și este unul dintre cele Cinci Mari studiori de film majore americane, iar de asemenea este membru al Asociației Cineaștilor din America (ACA).
Compania este cunoscută pentru divizia sa de film, Warner Bros. Motion Picture Group, care include Warner Bros. Pictures, New Line Cinema, Warner Bros. Pictures Animation și Castle Rock Entertainment, și divizia sa de televiziune Warner Bros. Television Group. Bugs Bunny, un personaj de desene animate creat pentru seria Looney Tunes, este mascota oficială a studioului.

## Istoric

### 1930 - Desene animate la WB
După ce au părăsit studioul lui Disney, Hugh Harman și Rudolf Ising au decis să-și facă propriul desen animat cu sunet. Primul lor desen animat s-a numit "Bosko, the Talk-Ink Kid" din 1929, în care personajul Bosko, un copil de culoare animat, ce urma să devină primul star al seriei Looney Tunes, ținea un dialog cu creatorul său. Abia anul următor a apărut primul desen animat oficial al companiei, și, de asemenea primul episod al seriei animate Looney Tunes, intitulat Sinkin'in the Bathtub (joc de cuvinte de la un cântec faimos al acelor vremuri "Singing in the Bathroom"). În 1930 s-au lansat doar 5 episoade. În 1931 a fost debutul desenului animat "Lady,Play Your Mandolin", primul episod din seria Merrie Melodies, al cărui prim personaj era Foxy, o vulpe foarte asemănătoare lui Mickey Mouse. Deoarece desenele lor animate se bucurau de un mare succes, Harman și Ising au continuat să producă episoade din seriile Looney Tunes și Merrie Melodies până la plecarea lor la Metro-Goldwin-Mayer din 1933.

## Galerie

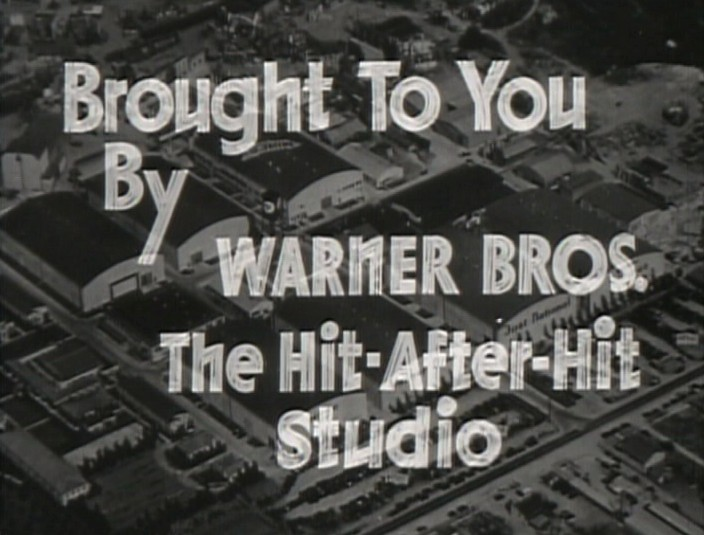
Captura studioului din trailerul filmului The Petrified Forest (1936).
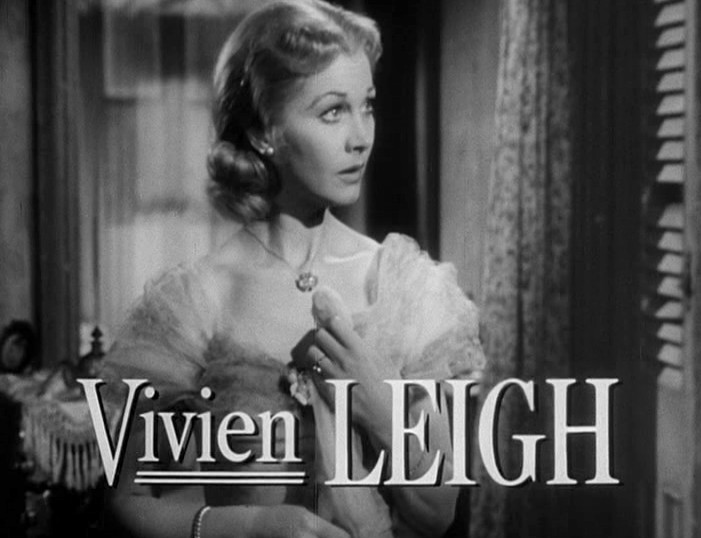
Vivien Leigh în rolul lui Blanche DuBois în filmul Un tramvai numit dorință (1951).
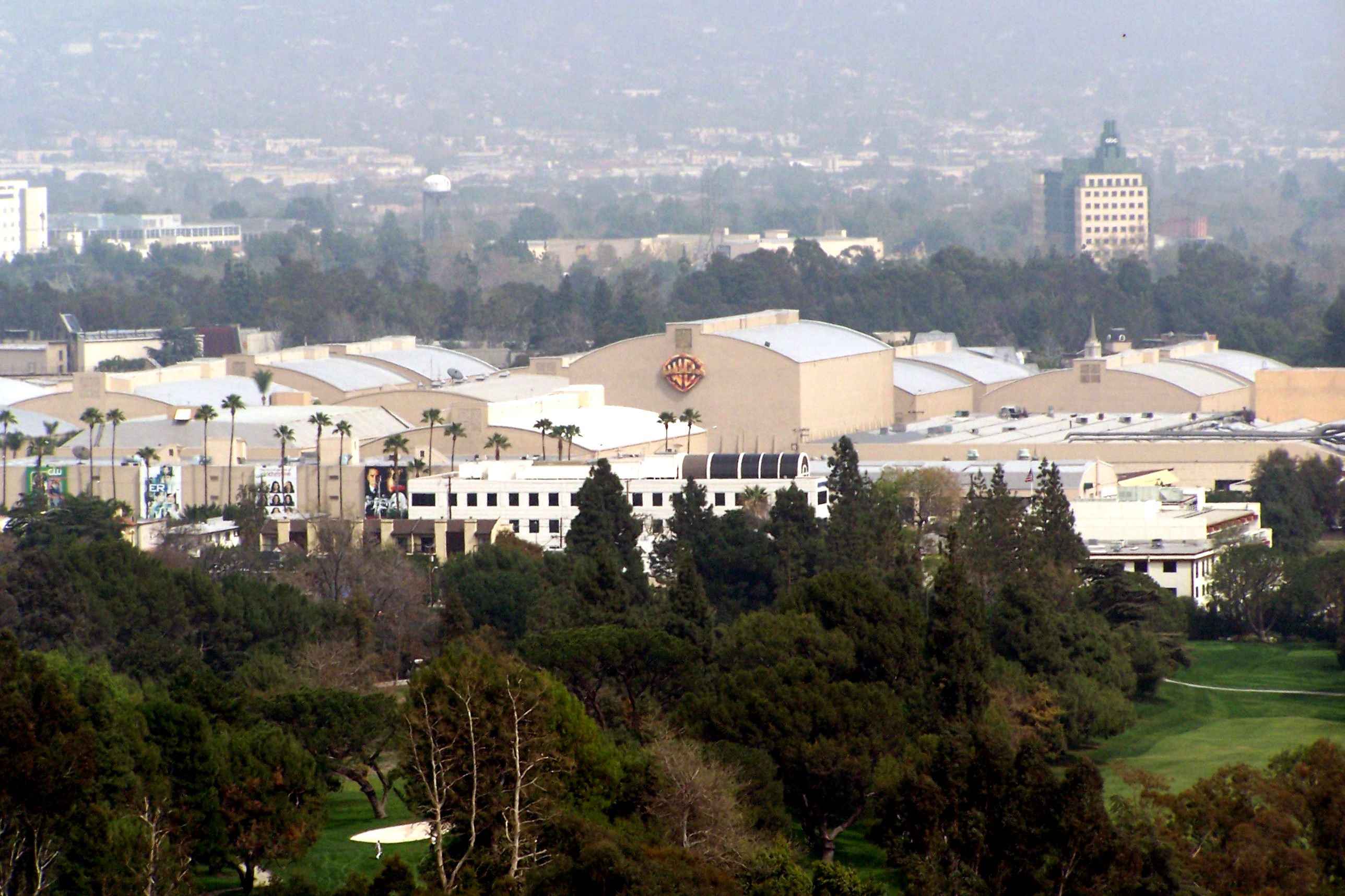
Vedere panoramică asupra studioului curent.